# Internacional Films
Internacional Films fou una distribuïdora i productora cinematogràfica catalana. Distribuïa films a més de 40 cinemes d'Aragó, Catalunya, País Valencià i les Illes Balears, amb seu al carrer de València 213, principal i 1a planta, de Barcelona.
Existí durant els anys vint fins a inici dels cinquanta. Formada per tres socis d'origen aragonès, distribuïa films d'orígens anglès, francès, alemany, italià, castellà i català. Produí els films Los héroes del barrio (1936), vista l'any següent, dirigida per Armando Vidal i com a director de fotografia per Ramon de Baños i protagonitzada per Nati Abad, Marta Flores, Luis Pérez de León fill, Luis Pérez de León pare, Milagros Pérez de León, Maruja Rojo, Carmen Sevilla, Pedro Terol i Rosita Valero; Molinos de viento (1937), basada en l'opereta (1910) de Pablo Luna Carné amb llibret del músic Luis Pascual Frutos i dirigida per Rosario Pi Brujas, vista el 1939, basada en l'opereta «Molinos de viento» de Pablo Luna y Luis Pascual Frutos, protagonitzada per Pedro Terol, Maria Mercader —esposa de Vittorio de Sica— María Gámez, Roberto Font, Rafael López Somoza, amb una sinopsi d'un llogarret holandès en què uns mariners anglesos en provoquen una discussió entre mossos i mosses, ja que aquests tenen gelosia dels galants anglesos davant les atencions de les mosses. Dos dels fundadors foren Luis Cabezas García i Salvador (Llorenç) Gascón Villuendas (Muniesa 1902 - Barcelona 1949), el qual treballà prèviament a Gaumont, on conegué els germans Baños (Ramon i Ricard), a la delegació barcelonina dirigida per M. Huet. Aquest empresari cinematogràfic fou pare de l'empresari Llorenç Gascon i Fernández, del mestre joier Josep —alumne a l'Escola Massana de l'arquitecte de la Sagrada Família Francesc de Paula Quintana i Vidal—, de l'editora Carme —secretària de Jaume Vicens i Vives i del seu cunyat Frederic Rahola i d'Espona a l'Editorial Teide— i de Margarida.
Col·lectivitzada per la UGT a inici de la guerra i controlada per Laya Films, empresa creada com a difusora de propaganda política republicana, no es conserven els tres films muts produïts pels propietaris d'Internacional Films, cremats a l'incendi de la seu de Laya Films, on se'n guardaven còpies, per un bombardeig durant la guerra. Després l'empresa fou retornada als propietaris, acabat el conflicte bèl·lic, però ja no en recuperà mai més l'empenta, fins que desaparegué definitivament a la dècada dels cinquanta del segle xx.